# Глобальна система розподілу (GDS)

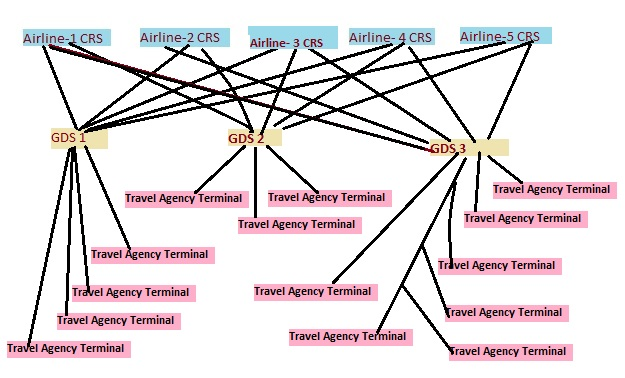
Схема глобальної системи розподілу авіакомпаній

Глобальна система розподілу (ГСР, англ. global distribution system, GDS) — це комп'ютеризована мережева система, що належить або управляється компанією, що дозволяє здійснювати операції між постачальниками послуг туристичної галузі, головним чином авіакомпаніями, готелями, компаніями з прокату автомобілів та туристичними агенціями. GDS в основному використовує інвентаризацію в режимі реального часу (наприклад, кількість наявних у готелі номерів, кількість доступних льотних місць або кількість доступних машин) для постачальників послуг. Туристичні агенції традиційно покладаються на GDS щодо послуг, продуктів та тарифів, щоб надавати кінцевим споживачам послуги, пов'язані з подорожами. Таким чином, GDS може пов'язувати послуги, тарифи та бронювання, консолідуючи товари та послуги у всіх трьох секторах подорожей: тобто бронювання авіакомпаній, бронювання готелів, оренда автомобілів.
GDS відрізняється від комп'ютерної системи бронювання, яка є системою бронювання, що використовується постачальниками послуг (також відомими як вендори). Основними клієнтами GDS є туристичні агенти (як у Інтернеті, так і в офісі), які здійснюють бронювання в різних системах бронювання, керованих постачальниками. GDS не має інвентаризації; інвентаризація зберігається в самій системі бронювання постачальника. Система GDS матиме посилання в реальному часі на базу даних постачальника. Наприклад, коли туристична агенція запитує бронювання на послугу певної авіакомпанії, система GDS направляє запит до комп'ютерної системи бронювання відповідної авіакомпанії.